# Long Lake (Minnesota)
Long Lake è una città degli Stati Uniti d'America, situata in Minnesota, nella contea di Hennepin.